# JB-3 Tiamat
Il JB-3 Tiamat, anche noto come MX-570, è stato uno dei primi missili aria-aria sviluppato dalla Hughes Aircraft Company per la United States Army Air Forces durante la Seconda Guerra Mondiale. Considerato come un veicolo puramente sperimentale, i suoi test di lancio vennero effettuati per diversi anni prima che il progetto venisse chiuso definitivamente.
Il progetto Tiamat ebbe inizio nel gennaio 1944 quando venne firmato un contratto tra la Hughes Aircraft e l'USAAF per lo sviluppo di un missile aria-aria sperimentale subsonico a propellente solido. Sviluppato in cooperazione con la National Advisory Committee for Aeronautics, il Tiamat era un ampio missile a forma di freccia di lunghezza 4,37 metri e di 270 kg di peso.